# Górna Wola (gromada)
Górna Wola – dawna gromada, czyli najmniejsza jednostka podziału terytorialnego Polskiej Rzeczypospolitej Ludowej w latach 1954–1972.
Gromady, z gromadzkimi radami narodowymi (GRN) jako organami władzy najniższego stopnia na wsi, funkcjonowały od reformy reorganizującej administrację wiejską przeprowadzonej jesienią 1954 do momentu ich zniesienia z dniem 1 stycznia 1973, tym samym wypierając organizację gminną w latach 1954–1972.
Gromadę Górna Wola siedzibą GRN w Górnej Woli utworzono – jako jedną z 8759 gromad na obszarze Polski – w powiecie sieradzkim w woj. łódzkim, na mocy uchwały nr 38/54 WRN w Łodzi z dnia 4 października 1954. W skład jednostki weszły obszary dotychczasowych gromad Górna Wola, Wilamów, Tarnówka i Rzepiszew ze zniesionej gminy Szadek w tymże powiecie. Dla gromady ustalono 10 członków gromadzkiej rady narodowej.
Gromadę zniesiono 1 stycznia 1958, a jej obszar włączono do gromady Wielka Wieś.